# Rhododendron amabile
Rhododendron amabile är en ljungväxtart som beskrevs av Herman Otto Sleumer. Rhododendron amabile ingår i släktet rododendron, och familjen ljungväxter. Inga underarter finns listade i Catalogue of Life.